# Dave McCullen
David Vervoort, (Bonheiden, 28 december 1977), beter bekend onder zijn artiestennaam Dave McCullen, is een Belgisch producer.
Hij werd bekend met de Belgische dance-act Lasgo (samen met Peter Luts), daarnaast was hij ook de producer van het nummer Dos Cervezas van Tom Waes voor het programma Tomtesterom op de Vlaamse televisiezender één. Later schreef hij ook tekst en muziek voor nummers van Christoff, Lindsay en Willy Sommers. David Vervoort produceerde albums van onder meer Matthias Lens en Laura Lynn.
David is erg geïnteresseerd in Schotland. Dit komt naar voren in de gekozen artiestennamen McCullen en Lasgo (afgeleid van de Schotse stad Glasgow) alsook het feit dat hij bij optredens regelmatig een kilt draagt.

## Discografie

### Singles
| Single met eventuele hitnotering(en) in de Nederlandse Top 40 | Datum van verschijnen | Datum van binnenkomst | Hoogste positie | Aantal weken | Opmerkingen             |
| ------------------------------------------------------------- | --------------------- | --------------------- | --------------- | ------------ | ----------------------- |
| B*tch                                                         | 2004                  | 29-01-2005            | 24              | 6            | Dancesmash op Radio 538 |

| Single met hitnotering(en) in de Vlaamse Ultratop 50 | Datum van verschijnen | Datum van binnenkomst | Hoogste positie | Aantal weken | Opmerkingen |
| ---------------------------------------------------- | --------------------- | --------------------- | --------------- | ------------ | ----------- |
| B*tch                                                | 2004                  | 25-12-2004            | 6               | 14           |             |

### Andere nummers
- "Cocaine In My Brain"
- "Rave Heaven"
- "Electric Girl"
- "Stars"
- "Enjoy This Trip" (met Moldenhauer)
- "Upside Down" (met Aston Coles)

- Gemeinsame Normdatei: 135430461
- International Standard Name Identifier: 0000 0001 3032 7862
- MusicBrainz: 79633f15-3935-433a-b438-5c1bdbd2f4a6
- Virtual International Authority File: 80179191
- WorldCat: E39PBJjt8cjTfbVMTwQJTGD8YP